# Kleine Egyptische renmuis
De kleine Egyptische renmuis (Gerbillus gerbillus)  is een zoogdier uit de familie van de Muridae. De wetenschappelijke naam van de soort werd voor het eerst geldig gepubliceerd door Olivier in 1801.